# Distrito de Aichi (Aichi)
El distrito de Aichi (愛知郡 Aichi-gun?) es un distrito localizado en la prefectura de Aichi, Japón. En octubre de 2019 tenía una población estimada de 44.109 habitantes y una densidad de población de 2.446 personas por km². Su área total es de 18,03 km².

## Localidades
- Tōgō